# Алиджанова, Гульширин Исаевна
Гульширин Исаевна Алиджанова (туркм. Gülşirin Alyjanowa) — советская и туркменская певица, актриса. Народная артистка Туркменистана (1992).

## Биография
Родилась 28 ноября 1946 года в Байрам-Алийском районе Марыйской области Туркменской ССР. Родилась и выросла в многодетной семье среди 11 братьев и сестер.
По окончании семилетней школы поступила в Марыйское медицинское училище, где стала участвовать в самодеятельности.
В 1964 году победила на конкурсе фольклорного пения в Ашхабаде, после чего против воли родителей бросила учебу и была принята солисткой музыкальной группы Марыйского драматического театра имени Кемине.
В 1966 году дебютировала в качестве драматической актрисы, исполнив роль Саятли в театральной постановке по дестану «Саятли-Хемра».
1968—1997 — руководитель ансамбля «Гулле яшлык» Чарджоуской областной филармонии.
В 1997 году возглавила созданную указом Президента Туркменистана Сапармурада Ниязова фольклорно-этнографическую студию «Подарок Сердара» (туркм. Serdara Serpaý) Туркменской государственной энерготехнологической корпорации «Кувват» Министерства энергетики и промышленности Туркменистана.
Скончалась в Ашхабаде 27 марта 2020 года. Похоронена в городе Байрамали.

## Награды и звания
- Народная артистка Туркменистана (13.02.1992) (За большой вклад в развитие туркменского музыкального искусства)
- Орден «Алтын Асыр» III степени (28.11.2006) (За особые заслуги перед нейтральным Туркменским государством в деле воспитания юного поколения в духе любви к национальной культуре и искусству, а также за мастерство в исполнении песен, славящих уверенную поступь Отечества)

## Личная жизнь
Дважды была замужем. С первым мужем развелась после поставленного им ультиматума — «или сцена, или семья».
Второй раз вышла замуж 4 года спустя за работника транспортной сферы по имени Тачмамед.
Дочь от первого брака, дочь и сын от второго брака.